# غويرو
غويرو (بالإنجليزية: Gweru)‏ هي مدينة تتبع إقليم ميدلاندس . بلغ عدد سكانها 141260 نسمة

## المناخ
يظهر الجدول التالي التغييرات المناخية على مدار السنة لغويرو:
| البيانات المناخية لـغويرو               | البيانات المناخية لـغويرو | البيانات المناخية لـغويرو | البيانات المناخية لـغويرو | البيانات المناخية لـغويرو | البيانات المناخية لـغويرو | البيانات المناخية لـغويرو | البيانات المناخية لـغويرو | البيانات المناخية لـغويرو | البيانات المناخية لـغويرو | البيانات المناخية لـغويرو | البيانات المناخية لـغويرو | البيانات المناخية لـغويرو | البيانات المناخية لـغويرو |
| الشهر                                   | يناير                     | فبراير                    | مارس                      | أبريل                     | مايو                      | يونيو                     | يوليو                     | أغسطس                     | سبتمبر                    | أكتوبر                    | نوفمبر                    | ديسمبر                    | المعدل السنوي             |
| --------------------------------------- | ------------------------- | ------------------------- | ------------------------- | ------------------------- | ------------------------- | ------------------------- | ------------------------- | ------------------------- | ------------------------- | ------------------------- | ------------------------- | ------------------------- | ------------------------- |
| متوسط درجة الحرارة الكبرى °م (°ف)       | 26.3 (79.3)               | 25.8 (78.4)               | 25.8 (78.4)               | 24.7 (76.5)               | 22.9 (73.2)               | 20.6 (69.1)               | 20.5 (68.9)               | 23.3 (73.9)               | 26.8 (80.2)               | 28.3 (82.9)               | 27.4 (81.3)               | 26.3 (79.3)               | 24.9 (76.8)               |
| متوسط درجة الحرارة الصغرى °م (°ف)       | 15.3 (59.5)               | 15.1 (59.2)               | 13.8 (56.8)               | 11.3 (52.3)               | 7.6 (45.7)                | 4.9 (40.8)                | 4.5 (40.1)                | 6.5 (43.7)                | 10.0 (50.0)               | 13.1 (55.6)               | 14.5 (58.1)               | 15.1 (59.2)               | 11.0 (51.8)               |
| معدل هطول الأمطار مم (إنش)              | 139.1 (5.48)              | 124.8 (4.91)              | 55.9 (2.20)               | 29.0 (1.14)               | 7.7 (0.30)                | 1.9 (0.07)                | 1.0 (0.04)                | 1.9 (0.07)                | 9.3 (0.37)                | 35.1 (1.38)               | 96.2 (3.79)               | 159.4 (6.28)              | 661.3 (26.04)             |
| متوسط الأيام الممطرة                    | 12                        | 10                        | 7                         | 3                         | 1                         | 1                         | 0                         | 0                         | 1                         | 4                         | 9                         | 12                        | 60                        |
| المصدر: المنظمة العالمية للأرصاد الجوية |                           |                           |                           |                           |                           |                           |                           |                           |                           |                           |                           |                           |                           |

## مدن توأم
المدن التوأم:
- برمنغهام، ألاباما
- تسوميب
- مانتشستر, نيو هامبشير.

## أعلام
- إنرجى مورامبادورو
- برندان أشبي
- إليك سميث
- توماس سويسوي
- راي ريد